# Renaud Lavillenie
Renaud Lavillenie (Barbezieux-Saint-Hilaire, 18 de septiembre de 1986) es un deportista francés que compite en atletismo, especialista en la prueba de salto con pértiga. Su hermano Valentin compite en la misma prueba.
Participó en tres Juegos Olímpicos de Verano, obteniendo dos medallas, oro en Londres 2012 y plata en Río de Janeiro 2016, y el octavo lugar en Tokio 2020.
Ganó cinco medallas en el Campeonato Mundial de Atletismo entre los años 2009 y 2017, y tres medallas de oro en el Campeonato Mundial de Atletismo en Pista Cubierta entre los años 2012 y 2018.
Además, obtuvo cuatro medallas en el Campeonato Europeo de Atletismo entre los años 2010 y 2018, y cuatro medallas de oro en el Campeonato Europeo de Atletismo en Pista Cubierta entre los años 2009 y 2015.

## Palmarés internacional
| Juegos Olímpicos                     | Juegos Olímpicos          | Juegos Olímpicos  | Juegos Olímpicos  |
| Año                                  | Lugar                     | Medalla           | Prueba            |
| ------------------------------------ | ------------------------- | ----------------- | ----------------- |
| 2012                                 | Londres (Reino Unido)     | Medalla de oro    | Salto con pértiga |
| 2016                                 | Río de Janeiro (Brasil)   | Medalla de plata  | Salto con pértiga |
| Campeonato Mundial                   |                           |                   |                   |
| Año                                  | Lugar                     | Medalla           | Prueba            |
| 2009                                 | Berlín (Alemania)         | Medalla de bronce | Salto con pértiga |
| 2011                                 | Daegu (Corea del Sur)     | Medalla de bronce | Salto con pértiga |
| 2013                                 | Moscú (Rusia)             | Medalla de plata  | Salto con pértiga |
| 2015                                 | Pekín (China)             | Medalla de bronce | Salto con pértiga |
| 2017                                 | Londres (Reino Unido)     | Medalla de bronce | Salto con pértiga |
| Campeonato Mundial en Pista Cubierta |                           |                   |                   |
| Año                                  | Lugar                     | Medalla           | Prueba            |
| 2012                                 | Estambul (Turquía)        | Medalla de oro    | Salto con pértiga |
| 2016                                 | Portland (Estados Unidos) | Medalla de oro    | Salto con pértiga |
| 2018                                 | Birmingham (Reino Unido)  | Medalla de oro    | Salto con pértiga |
| Campeonato Europeo                   |                           |                   |                   |
| Año                                  | Lugar                     | Medalla           | Prueba            |
| 2010                                 | Barcelona (España)        | Medalla de oro    | Salto con pértiga |
| 2012                                 | Helsinki (Finlandia)      | Medalla de oro    | Salto con pértiga |
| 2014                                 | Zúrich (Suiza)            | Medalla de oro    | Salto con pértiga |
| 2018                                 | Berlín (Alemania)         | Medalla de bronce | Salto con pértiga |
| Campeonato Europeo en Pista Cubierta |                           |                   |                   |
| Año                                  | Lugar                     | Medalla           | Prueba            |
| 2009                                 | Turín (Italia)            | Medalla de oro    | Salto con pértiga |
| 2011                                 | París (Francia)           | Medalla de oro    | Salto con pértiga |
| 2013                                 | Gotemburgo (Suecia)       | Medalla de oro    | Salto con pértiga |
| 2015                                 | Praga (República Checa)   | Medalla de oro    | Salto con pértiga |